# Guerra di successione di Limburgo
La guerra di successione di Limburgo fu una serie di conflitti combattuti tra il 1283 e 1289 per la successione al Ducato di Limburgo.
La causa della guerra di successione di Limburgo fu la morte del duca Valerano IV di Limburgo nel 1280, e della sua unica figlia Ermengarda di Limburgo nel 1283. Walerano IV non aveva avuto figli e nemmeno Ermengarda li aveva avuti a sua volta, pur essendo stata sposata con Reginaldo I di Gheldria che ora avanzava delle pretese sul ducato di Limburgo. Ad ogni modo, il nipote di Valerano, Adolfo V di Berg, figlio del suo fratello maggiore Adolfo IV di Berg, anch'egli era tra i pretendenti al ducato. Incapace di affermare le proprie pretese, le vendette nel 1283 al duca Giovanni I di Brabante.
Tra il 1283 ed il 1288, tra ambo le parti si tennero piccoli confronti ma nessuno di questi si rivelò infine decisivo. Nel contempo, gran parte delle altre potenze locali si schierò con l'una o l'altra parte. Siegfried II von Westerburg, arcivescovo di Colonia e reggente dell'Elettorato di Colonia, tradizionale nemico del duca di Brabante, strinse un'alleanza con Reginaldo I, assieme la duca Enrico VI di Lussemburgo ed a Valerano di Lussemburgo, signore di Ligny e da re di Germania, Adolfo di Nassau. Sull'altro fronte i conti di Mark colsero l'occasione per affermare la loro indipendenza dall'arcivescovo di Colonia assieme ai conti di Loon, Tecklenburg e Waldeck alleati con Brabante e Berg. I cittadini di Colonia, cercarono anch'essi di emanciparsi dal governo dell'arcivescovo e pertanto aderirono a quest'alleanza.
Dopo la decisiva Battaglia di Worringen del 1288, vinta dal duca Giovanni I di Brabante e dai suoi alleati, il ducato di Limburgo passò in possedimento ai duchi di Brabante. La città di Colonia ottenne la propria indipendenza dall'arcivescovado e nel 1475 giungerà ad ottenere anche lo stato di Libera Città Imperiale.